# 贺拔尔头
贺拔尔头（？—？），一作尔逗，神武郡尖山县（今山西省忻州市神池县）人，北魏官员。

## 生平
贺拔尔头的祖先和北魏拓跋氏都源自阴山，北魏初年，贺拔如回任大莫弗，就是贺拔尔头的祖先。贺拔尔头勇猛绝伦，以良家子弟的身份被挑选充实北部边防，因此在武川镇安家。魏献文帝拓跋弘时期，柔然数次侵略北魏，北部边境因此忧患。贺拔尔头率领流动骑兵深入侦查柔然军情，前后有八十多次，对敌情的变化了如指掌。之后虽然柔然来到，也不能造成危害。贺拔尔头以侦查的功劳，又有战功，获魏献文帝赐予爵位龙城县男，出任本军镇的军主。

## 家庭

### 子女
- 贺拔度拔，北魏怀朔镇统军、龙城县男
- 贺拔某，北齐太宰、安定王贺拔仁的父亲[6]